# Ardisia gracilipes
Ardisia gracilipes är en viveväxtart som beskrevs av Kai Larsen och C. M. Hu. Ardisia gracilipes ingår i släktet Ardisia och familjen viveväxter. Inga underarter finns listade i Catalogue of Life.